# Chuckie
Chuckie, właśc. Clyde Sergio Narain (ur. 25 czerwca 1978 w Paramaribo) – surinamski DJ i producent muzyczny, prekursor gatunku muzycznego dutch house.

## Życiorys
Chuckie urodził się na krótko po powstaniu niepodległego Surinamu w jego stolicy, Paramaribo, gdzie także dorastał i spędził całe swoje dzieciństwo. Od najmłodszych lat towarzyszyły mu lokalne brzmienia muzyczne, jako nastolatek jednak za pomocą przyjaciela Narain odkrył muzykę elektroniczną i klubową, której szybko stał się entuzjastą. Jako 13 latek Chuckie rozpoczął tworzyć swoje pierwsze mixy, a niewiele potem zaczął grywać jako DJ – na początku w gronie rodziny i przyjaciół. W 1993 roku młody Surinamczyk opuścił ojczyznę i przyjechał do Hagi, gdzie profesjonalnie działał jako DJ w klubie Voltage Club. Od tamtego czasu Chuckie dużą część czasu spędza w Holandii i wstęp do swojej kariery zaczynał właśnie tutaj, choć nadal regularnie odwiedza ojczyznę. Łatwość w dobrym odnalezieniu się w holenderskiej kulturze wynika m.in. z braku bariery językowej, gdyż Surinam jest dawną kolonią holenderską, a także byciu częścią kultury klubowej, która w Holandii jest świetnie rozwinięta i uważana przez niektórych wręcz za część kultury narodowej.
Do swoich osiągnięć surinamski DJ może zaliczyć m.in. współpracę z nieistniejącym już duetem LMFAO, z którym stworzył jeden, ze swoich największych hitów pt. Let the Bass Kick in Miami, a także remiksy dla Deadmau5a, Davida Guetty czy Enrique Iglesiasa.
W 2010 roku Chuckie podczas Dnia Królowej zagrał dla kilkudziesięciotysięcznej publiczności.

## Dyskografia

### Kompilacje
- 2007: Dirty Dutch
- 2008: Dirty Dutch 2008
- 2009: Dirty Dutch Outsiders
- 2010: Dirty Dutch Fallout
- 2011: Dirty Dutch Blackout

### Single
- 2008: Let The Bass Kick
- 2009: Moombah! (with Silvio Ecomo
- 2009: Let the Bass Kick In Miami Bitch (with LMFAO)
- 2009: Aftershock
- 2011: What Happens In Vegas (with Gregor Salto)
- 2011: Who Is Ready To Jump
- 2012: Together
- 2012: Electro Dude (with GLOWINTHEDARK)
- 2012: The Numb3r5 (with Gregori Klosman)
- 2012: Breaking Up (with Promise Land feat. Amanda Wilson)
- 2012: Make Some Noise (with JunxterJack)
- 2013: Down to This (with Dzeko & Torres)
- 2013: Makin' Papers (feat. Lupe Fiasco, Too $hort & Snow tha Product)
- 2013: Skydive (with Maiday)
- 2013: NRG (with GLOWINTHEDARK)
- 2014: Dirty Funkin' Beats
- 2014: Bitches Be Like
- 2014: Vamonos (with Kronic & Krunk)
- 2014: Bang! (with Diamond Pistols feat. Hyper Crush)
- 2015: Rock da Scene (with Vice feat. Sgt Slick)
- 2015: Burn (with Promise Land)

### Remiksy
2003
- Ixxel – Drop That Beat (DJ Chuckie Mix)

2005
- Gio – X–Girl (DJ Chuckie Remix)
- Brace – Hartendief (DJ Chuckie Remix)

2006
- Real El Canario – U Rock (Chuckie's Not In Amsterdam Remix)

2007
- Ron Carroll – Walking Down the Street (Gregor Salto, Chuckie & Dave Moreaux Remix)

2008
- Sidney Samson featuring MC Stretch – Pump Up the Stereo (DJ Chuckie & Dave Moreaux Remix)
- Unders and Drrie – 3 Days in Kazachstan (Chuckie Remix)
- The Partysquad – Stuk (Chuckie's Hustled Up Mix)
- Joachim Garraud – Are U Ready (Chuckie Remix)

2009
- David Guetta, Chris Willis, Steve Angello and Sebastian Ingrosso – Everytime We Touch (Chuckie Remix)
- David Guetta featuring Akon – Sexy Bitch (Chuckie & Lil Jon Remix)
- David Guetta featuring Estelle – One Love (Chuckie & Fatman Scoop Remix)
- Bob Sinclar featuring Shabba Ranks – Love You No More (Chuckie Remix)
- Groovewatchers – Sexy Girl (DJ Chuckie Remix)
- Hardwell and Rehab – Blue Magic (Chuckie & Silvio Ecomo Remix)
- Chris Kaeser – Who's in the House (DJ Chuckie Remix)
- Sunnery James and Ryan Marciano – Pondo (Chuckie & Silvio Ecomo Mix)

2010
- Bob Sinclar featuring Sean Paul – Tik Tok (Chuckie & R3hab Remix)
- 3OH!3 featuring Kesha – First Kiss (Chuckie Remix Extended)
- The Black Eyed Peas – Rock That Body (Chuckie Remix)
- Kelly Rowland featuring David Guetta – Commander (Chuckie & Albert Neve Remix)
- Enrique Iglesias featuring Ludacris and DJ Frank E – Tonight (I'm Lovin' You) (Chuckie Remix)
- Enrique Iglesias featuring Pitbull – I Like It (Chuckie Remix)
- Robbie Rivera featuring Fast Eddie – Let Me Sip My Drink (Chuckie Remix)
- Sidney Samson featuring Lady Bee – Shut Up & Let It Go (Chuckie Remix)
- Luis Lopez vs. Jesse Lee – Is This Love (Chuckie Remix)
- Erick Morillo and Eddie Thoneick featuring Shawnee Taylor – Live Your Life (Chuckie Remix)
- Toni Braxton – So Yesterday (Chuckie Remix)
- Sergio Mauri featuring Janet Gray – Everybody Dance (Chuckie Remix)
- Nari & Milani and Cristian Marchi featuring Luciana – I Got My Eye On You (Chuckie Remix)
- Pendulum – Witchcraft (Chuckie Remix)
- Mohombi – Bumpy Ride (Chuckie Remix)
- Moby – Jltf (Chuckie Remix)
- Lil Jon featuring Claude Kelly – Oh What A Night (Chuckie Remix)
- Felix da Housecat – Silver Screen Shower Scene (Chuckie & Silvio Ecomo Acid Mix)
- Picco – Venga (Chuckie's Back to Voltage Remix)
- Diddy – Dirty Money – Hello, Good Morning (Chuckie's Bad Boy Went Dirty Dutch Remix)
- Lock 'N Load – Blow Ya Mind 2011 (Chuckie Meets Obek & Neve Mix)
- Nervo featuring Ollie James – Irresistible (Chuckie & Gregori Klosman Remix)

2011
- Michael Jackson – Hollywood Tonight (Chuckie Remix)
- Ely Supastar and Henry L featuring Dawn Tallman – Money for Love (Chuckie Remix)
- DJ Smash – From Russia With Love (Chuckie & Gregori Klosman Remix)
- Carolina Márquez – Wicked Wow (DJ Chuckie Extended Mix)
- Nause – Made Of (Chuckie Remix)
- Mastiksoul and Dada featuring Akon and Paul G – Bang It All (Chuckie Remix)
- Diddy – Dirty Money – I Hate That You Love Me (Chuckie Marquee Remix)
- Jean-Roch featuring Flo Rida and Kat Deluna – I'm Alright (Chuckie Remix)
- Erick Morillo and Eddie Thoneick featuring Shawnee Taylor – Stronger (Chuckie & Gregori Klosman Remix)
- Eva – Ashes (Chuckie Remix)
- Wynter Gordon – Buy My Love (Chuckie Remix)
- The Saturdays – Notorious (Chuckie Extended Mix)
- DJ Obek featuring Ambush – Craissy (Chuckie & Albert Neve 4Ibiza Remix)
- Laurent Wery featuring Taylor Swift and Dev – Hey Hey Hey (Pop Another Bottle) (Chuckie Club Mix)
- Rihanna featuring Calvin Harris – We Found Love (Chuckie Extended Mix)
- Kelly Rowland – Down for Whatever (Chuckie Remix)
- Neon Hitch – Bad Dog (Chuckie Remix)
- Wildboys – Dominoes (Chuckie Extended Mix)

2012
- Neon Hitch – F U Betta (Chuckie Club Remix)
- Sarvi – Amore (Chuckie Remix)
- Donaeo – Party Hard (Genairo Nvilla & Chuckie Amazone Project Remix)
- Skepta – „Punch His Face” (Genairo Nvilla & Chuckie King Of Drums Rework)
- Aba and Simonsen – Soul Bossa Nova (Chuckie & Mastiksoul Remix)
- KeeMo featuring Cosmo Klein – Beautiful Lie (Chuckie, Ortzy & Nico Hamuy Remix)
- Dada Life – Rolling Stones T-Shirt (Chuckie Remix)
- Milk & Sugar featuring Neri Per Caso – Via Con Me (It's Wonderful) (Chuckie Remix)
- Wallpaper – Fucking Best Song Ever (Chuckie & Glowinthedark Remix)
- Baauer – Harlem Shake (Chuckie Remix)
- Sub Focus featuring Alpines – Tidal Wave (Chuckie Remix)

2013
- Pitbull featuring TJR – Don't Stop the Party (Chuckie's Funky Vodka Mix)

2014
- Shakira – Dare (La La La) (Chuckie Remix)
- T-ara – Sugar Free (Chuckie Remix)
- Deadmau5 – Ghosts 'n' Stuff (Chuckie Remix)